# Octave Houdégbé
Octave Houdégbé, de son vrai nom Octave Cossi Houdégbé, né le 28 novembre 1945 à Dékanmè, commune de Kpomassè au Bénin, est un homme politique béninois, ancien député, promoteur de la Houdégbé North American University of Benin (HNAUB)

## Biographie

### En République centrafricaine
Chargé de 1981 entre 1982 de mission du président André Kolingba après son accession le 1ᵉʳ septembre 1981n il occupe successivement le poste de Secrétaire d’État chargé des relations avec le Haut-Commissariat au Plan de 1983 de 1990. De 1988 à 1990, il devient Ministre résident de Nana-Mambéré. De 1990 à 1992, il est Secrétaire d’État délégué auprès du ministère de l’Énergie, des Mines et de l’Hydraulique puis Ministre-conseiller au président chargé de l’Économie et des Finances,.

### De retour au Bénin
Il est élu députés de la 7e législature du Bénin lors de  des élections législatives béninoises de 2015 sous le partie union fait la nation e vote contre les Forces cauris pour un Bénin émergent (FCBE) dans la bataille pour le contre du perchoir qui a vu Adrien Houngedji au perchoir contre Komi Koutché.En 2019, il est réelut depute de la 8e législature lors des élections législatives de 2019.